# Бланка Толедано
Бланка Толедано (ісп. Blanca Toledano, 3 листопада 2000) — іспанська синхронна плавчиня.
Учасниця Олімпійських Ігор 2020 року.
Призерка Чемпіонату світу з водних видів спорту 2019, 2022 років.
Призерка Чемпіонату Європи з водних видів спорту 2018, 2020 років.